# Lithosia chekiangica
Lithosia chekiangica là một loài bướm đêm thuộc phân họ Arctiinae, họ Erebidae.